# True Corporation
True Corporation är ett thailändskt telekombolag, helägt av Charoen Pokphand. huvudverksamheterna i dagsläger är kabel-tv, bredband och mobiltelefoni.
True bildades 1990 under namnet TelecomAsia och 1993 noterades man på den thailändska börsen. 2001 gav man sig in mobiltelefonibranschen genom ett samarbete med Orange. 2003 sålde Orange sin del, men dess namn fortsatte att användas fram till 2006. 2004 fick man sitt nuvarande namn.
Idag har man en miljon bredbandskunder, vilket gör bolaget till landets ledande bredbandsoperatör.[källa behövs]